# Музей Porsche

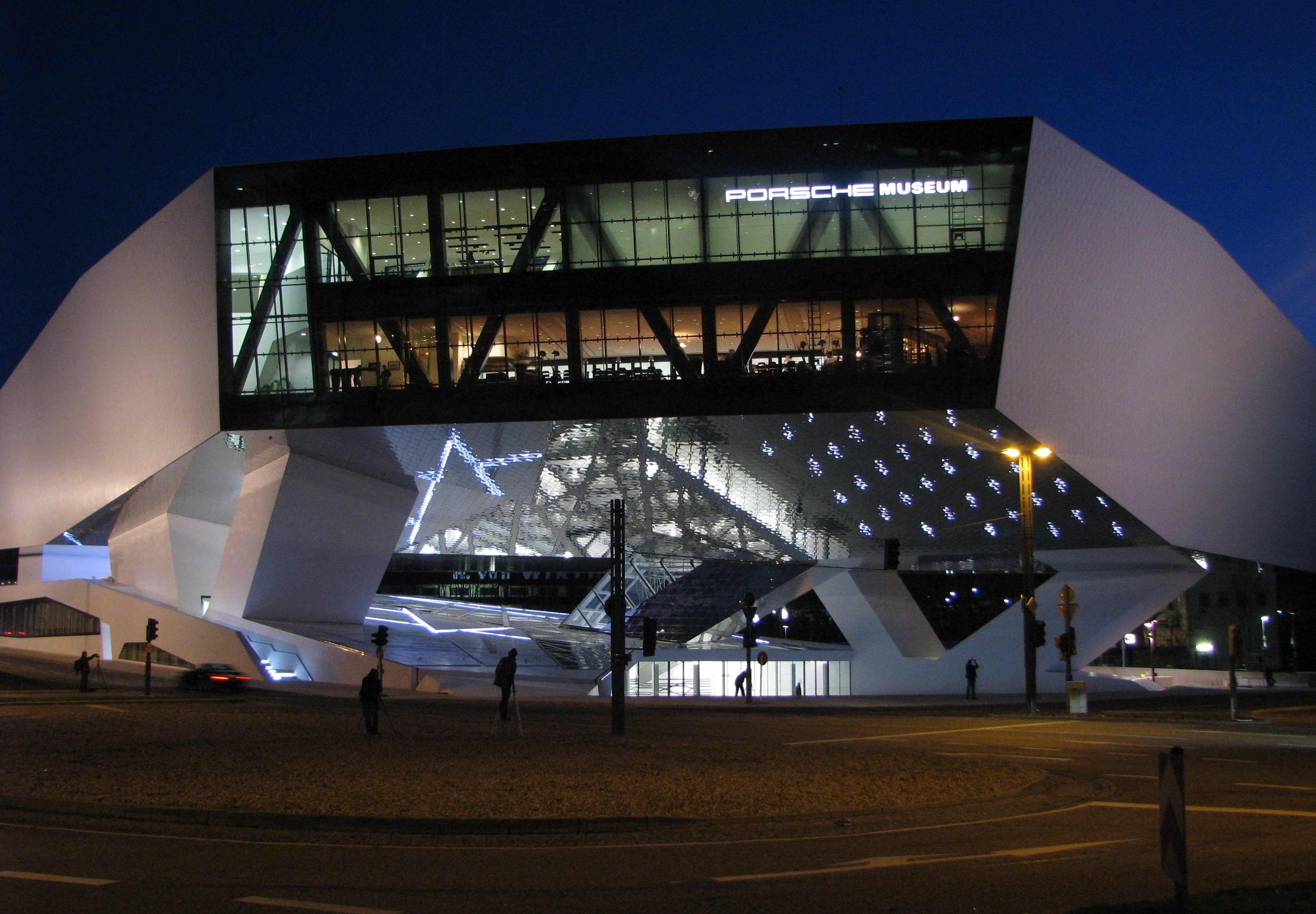
Головний вхід в музей від площі Porsche-Platz

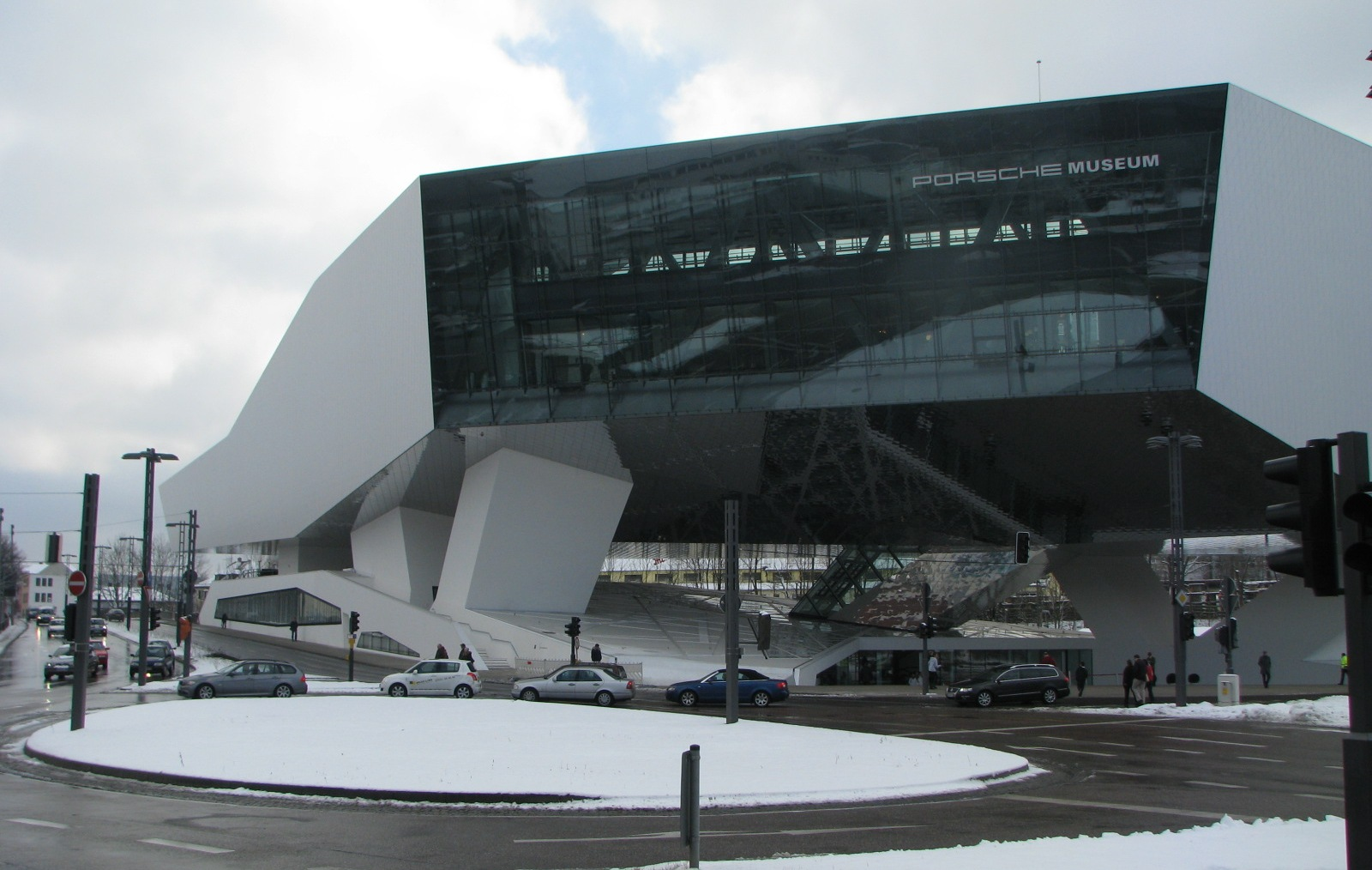
Вигляд на портал музею

Музей Porsche — автомобільний музей, де експонуються автомобілі фірми Porsche
Музей розташований на площі Porsche-Platz в селищі Zuffenhausen, поблизу Штутгарту. Музей було відкрито в 2009 році.

## Gallery

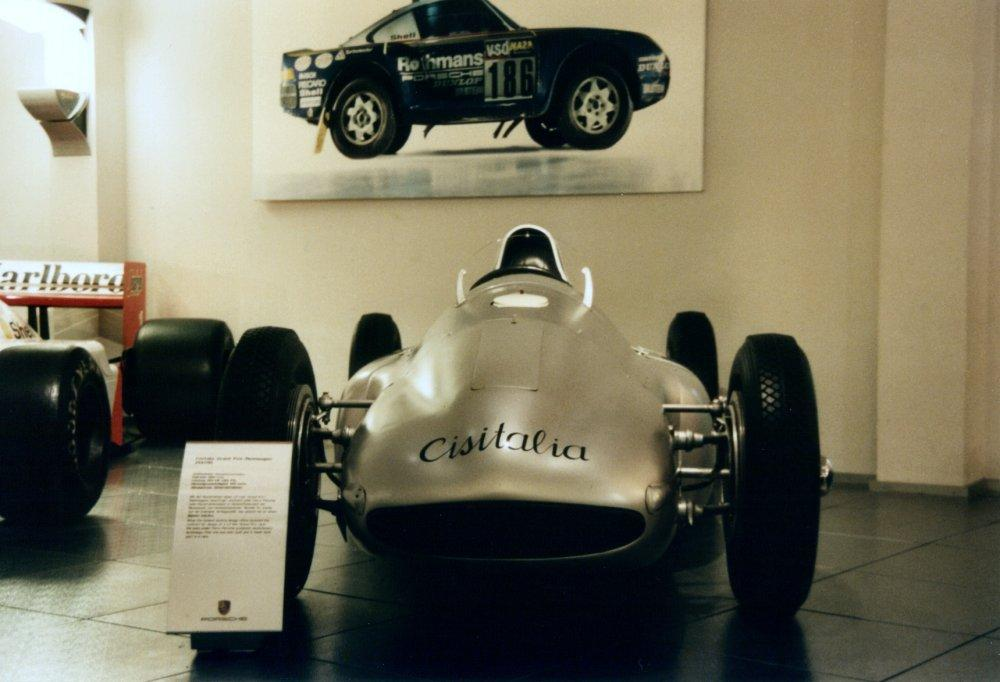
Four wheel drive Porsche 360 Cisitalia (1947)
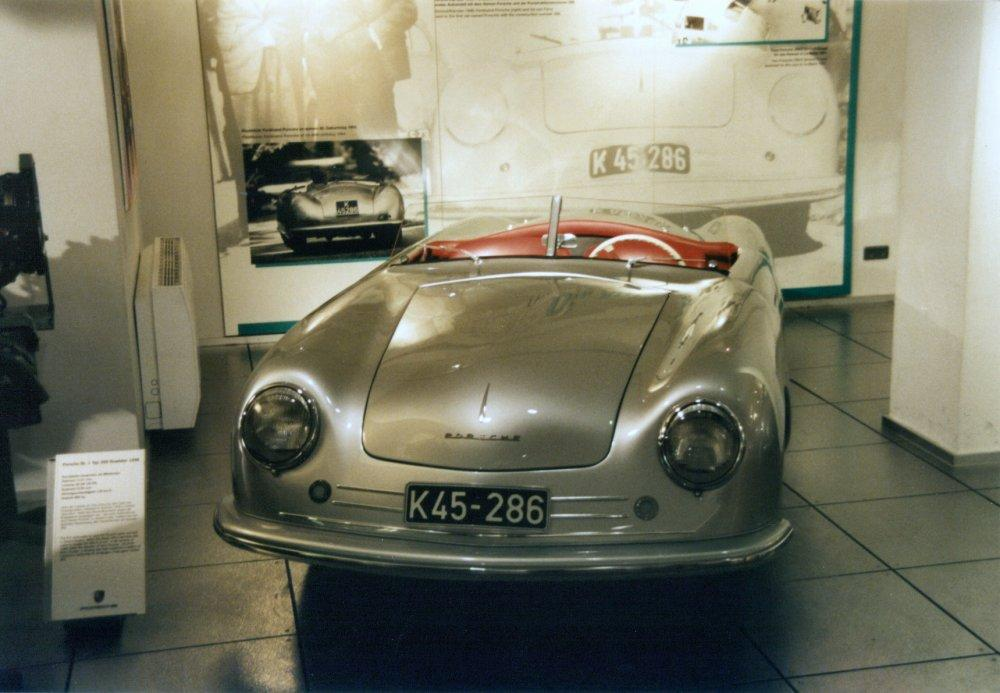
Porsche 356 Nr. 1 Roadster (1948)
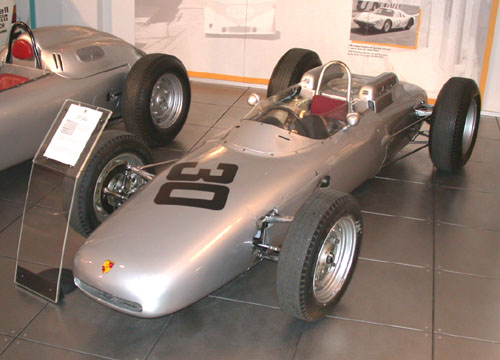
Porsche Typ 804, Formula 1 racing car(1962)
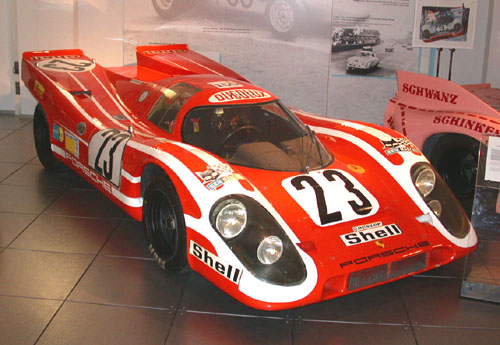
Porsche 917 Short coupé (1970)
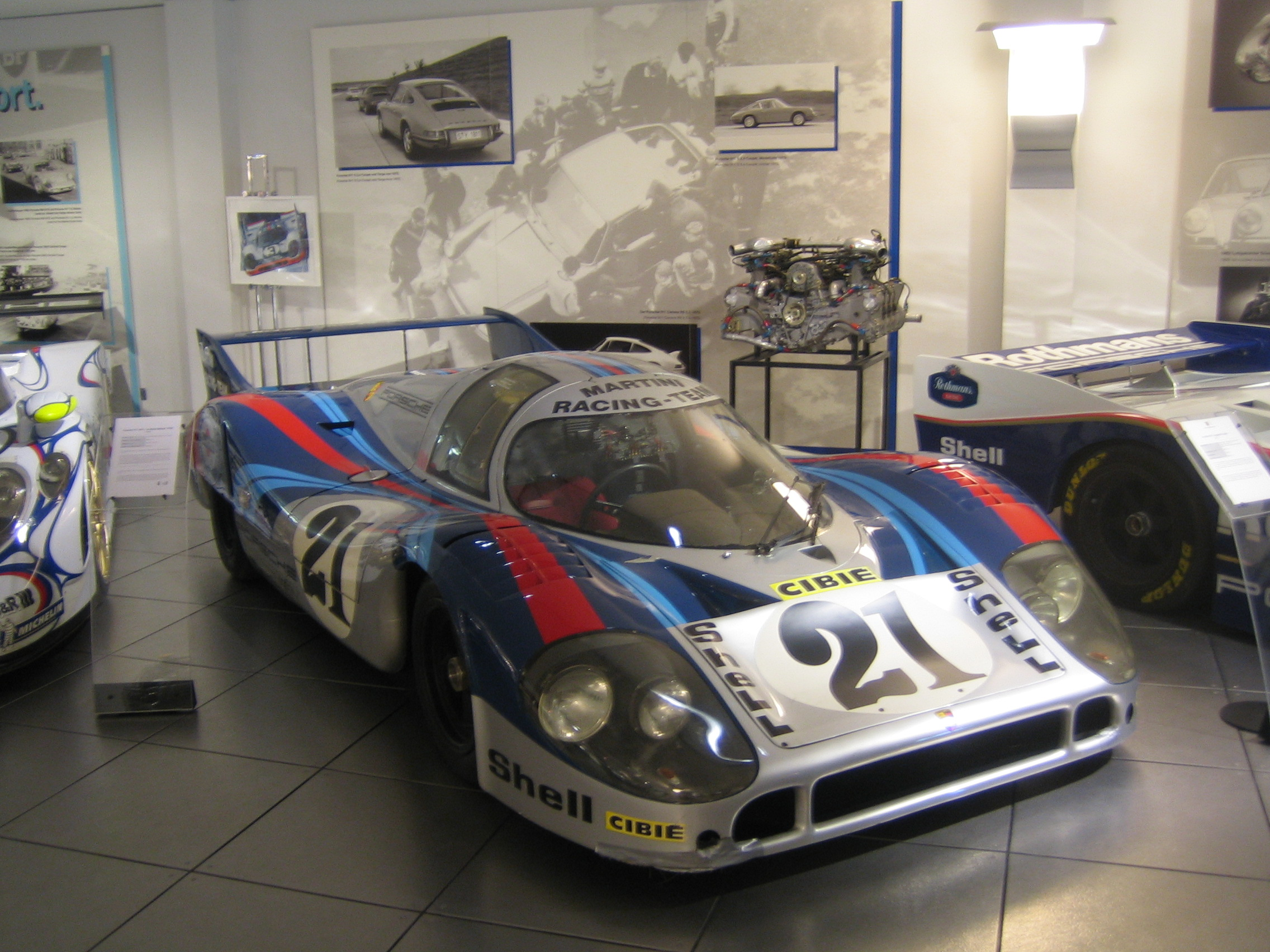
Porsche 917 Long coupé (1971)
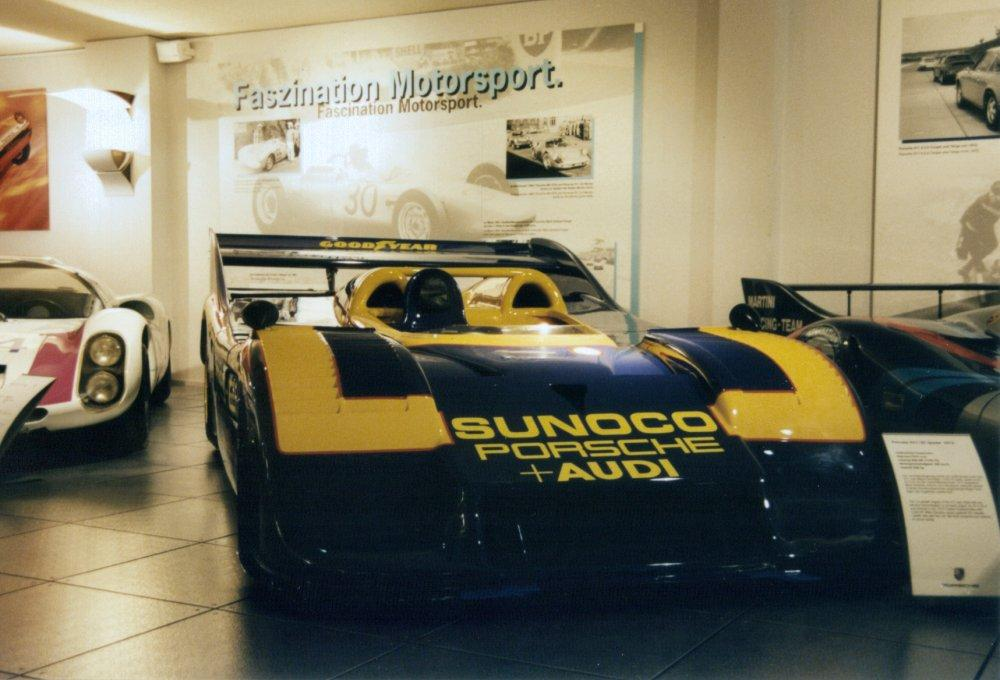
The 1100 hp Porsche 917/30 Spider (1973)
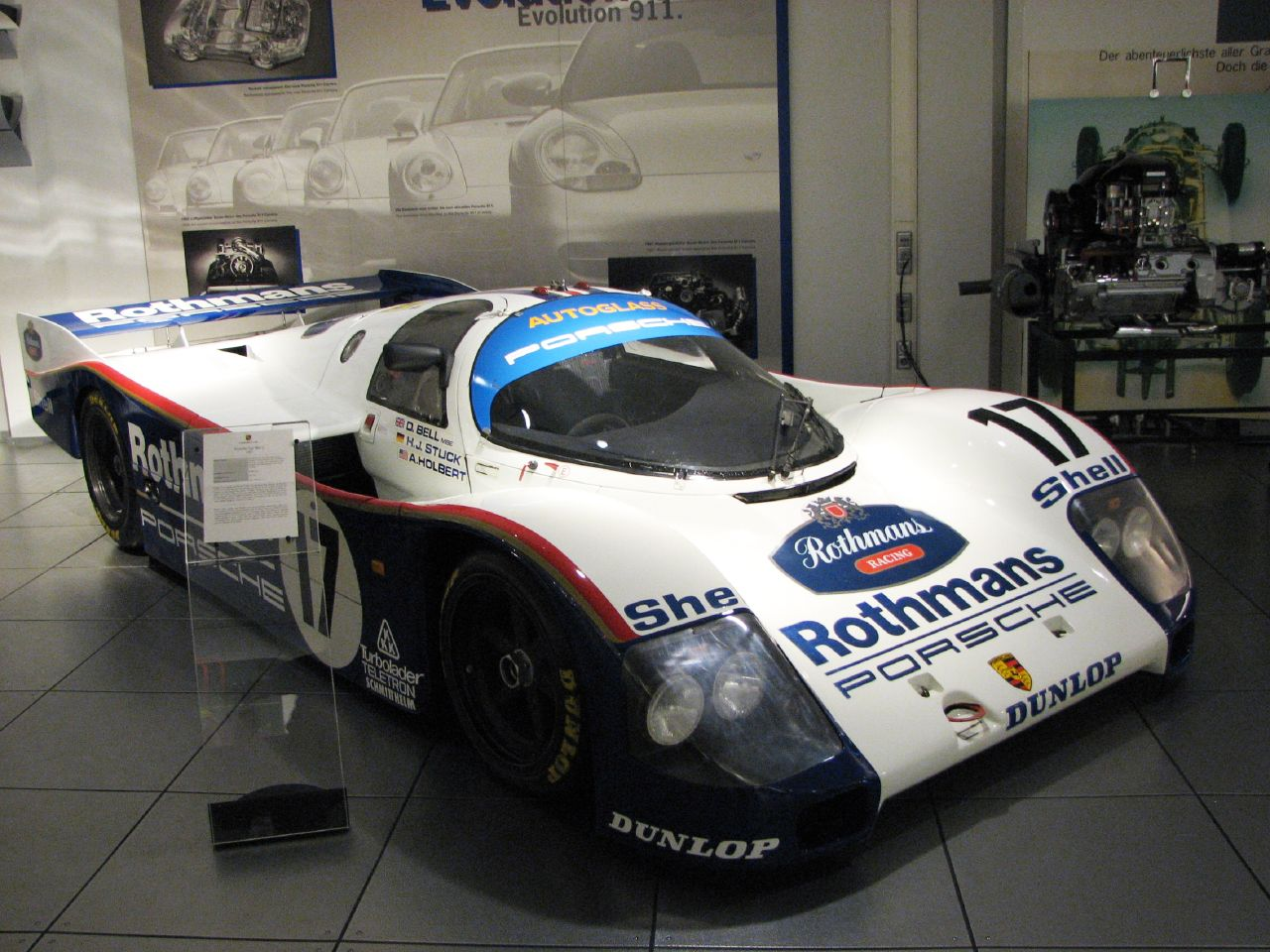
Porsche 956C coupé (1981 - 1985)
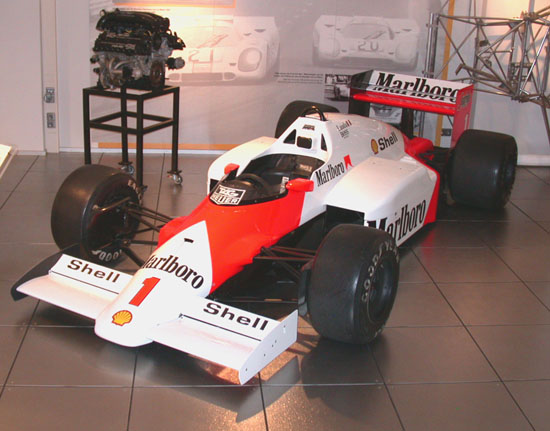
McLaren TAG Porsche F1 (1985)
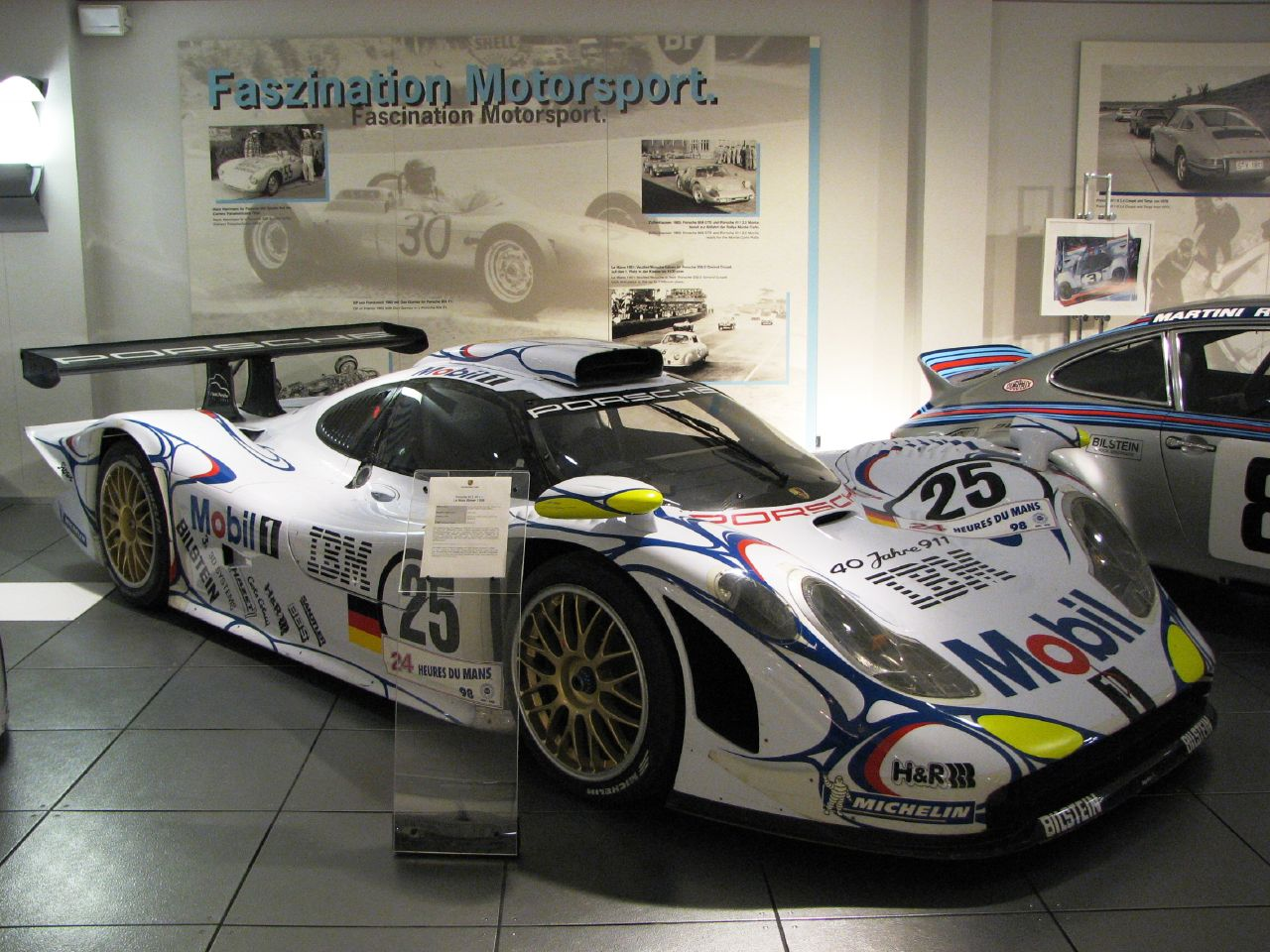
Porsche 911 GT1 '98, with Le Mans starting number 25 (1998)
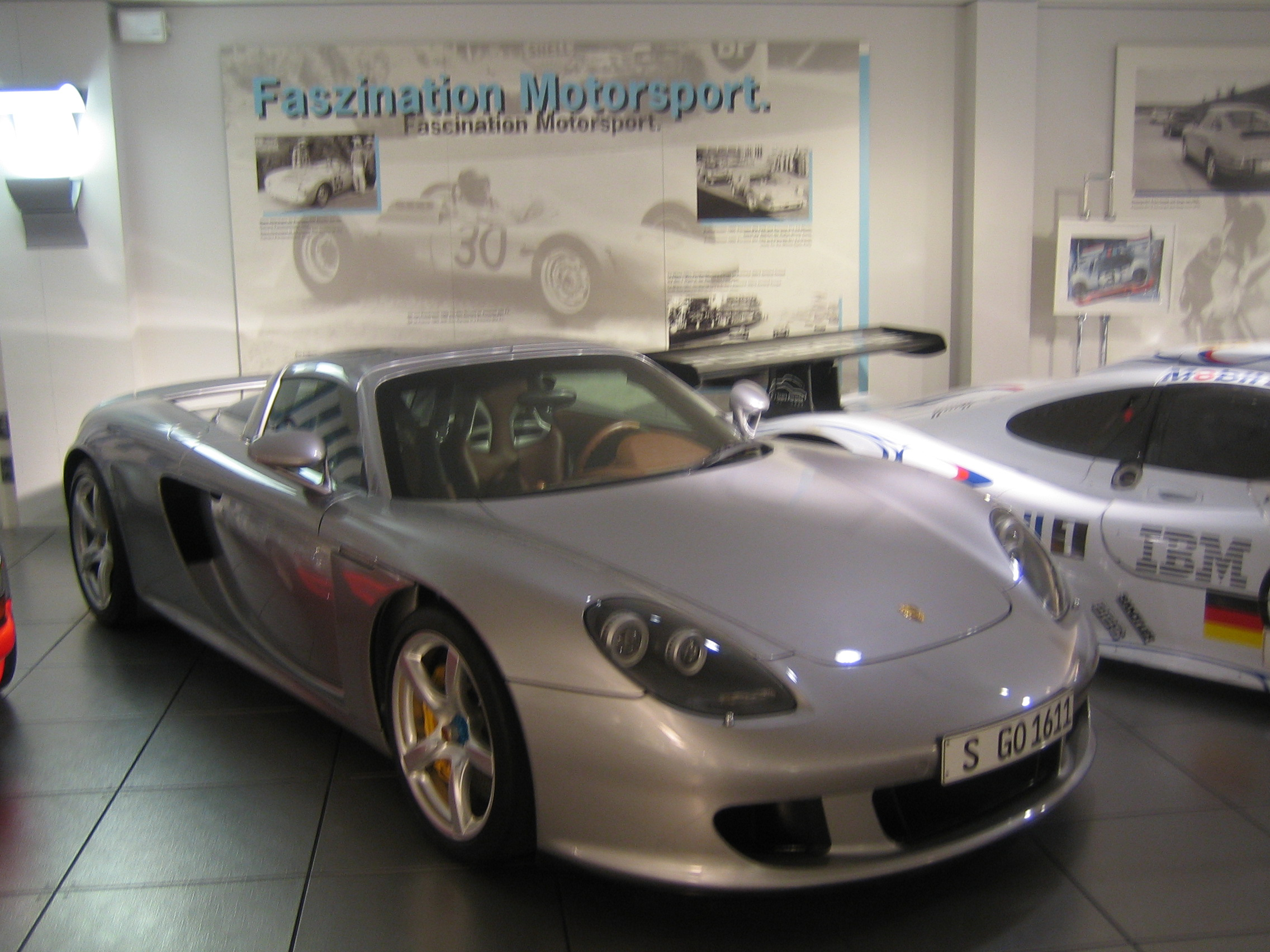
The 612 hp Carrera GT (2003)
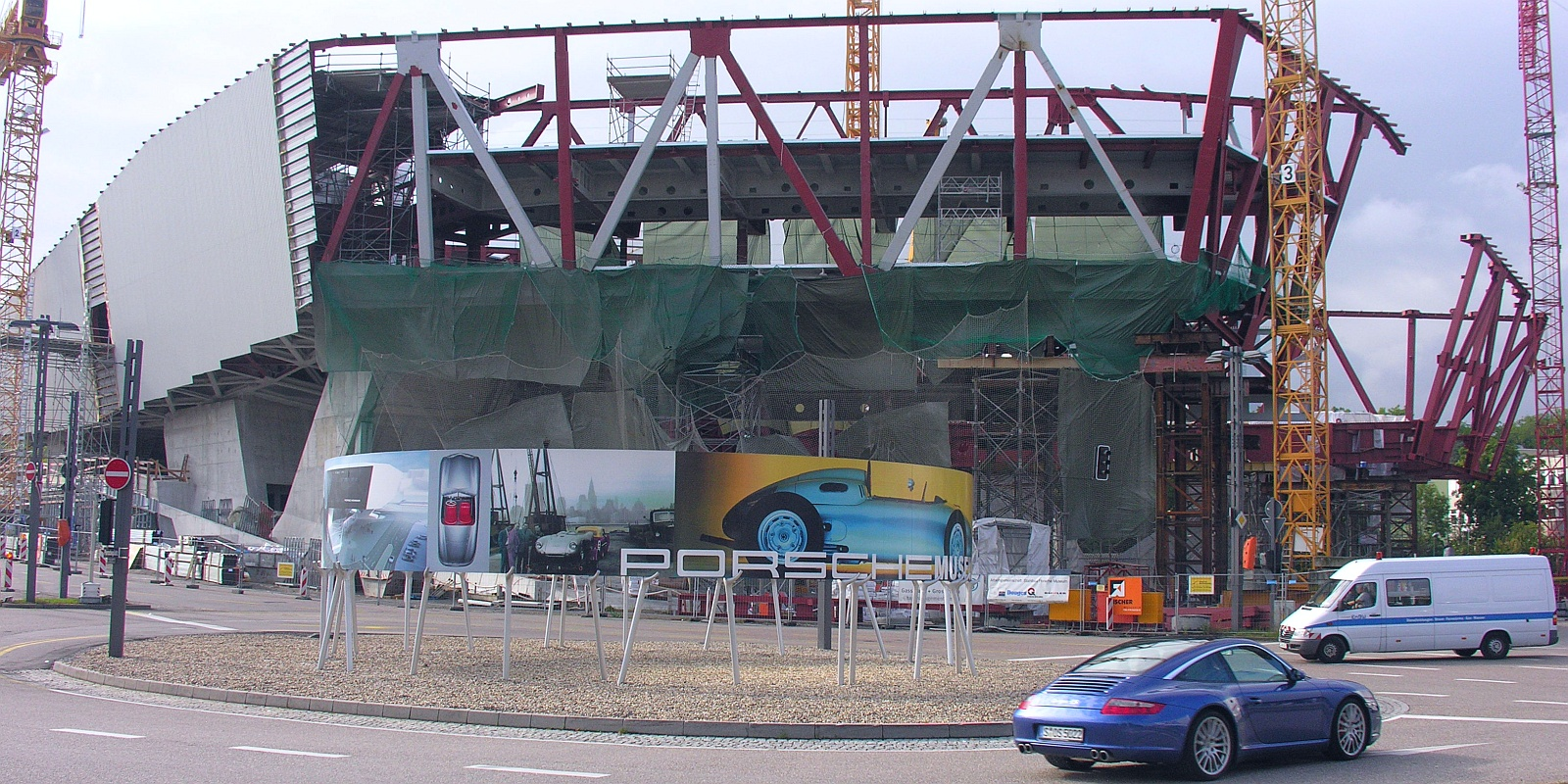
New Porsche-Museum under construction, September 2007
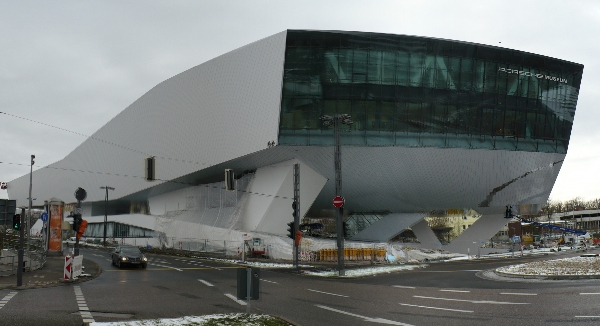
The new museum under construction, November 2008
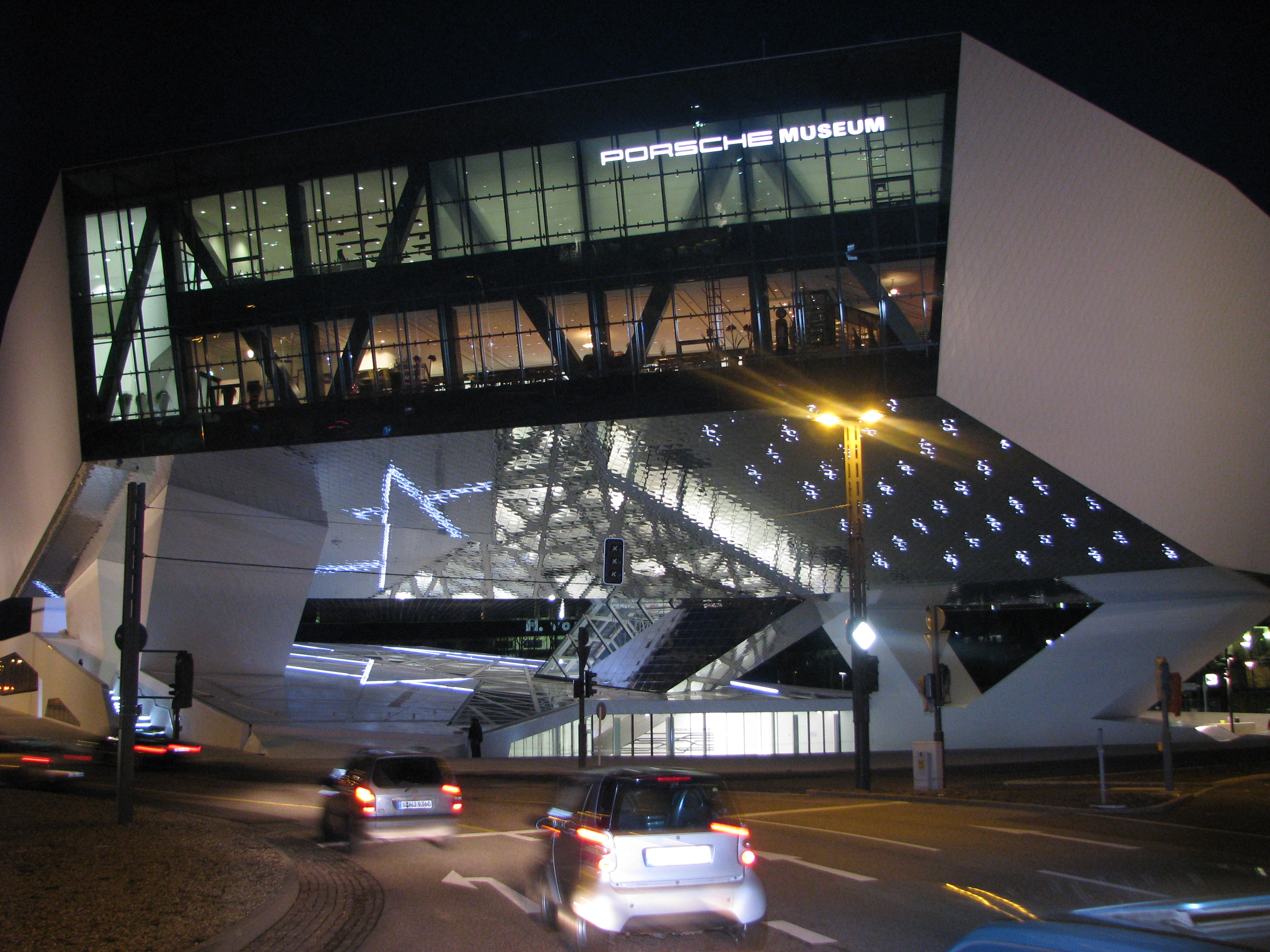
The finished Porsche-Museum, January 2009
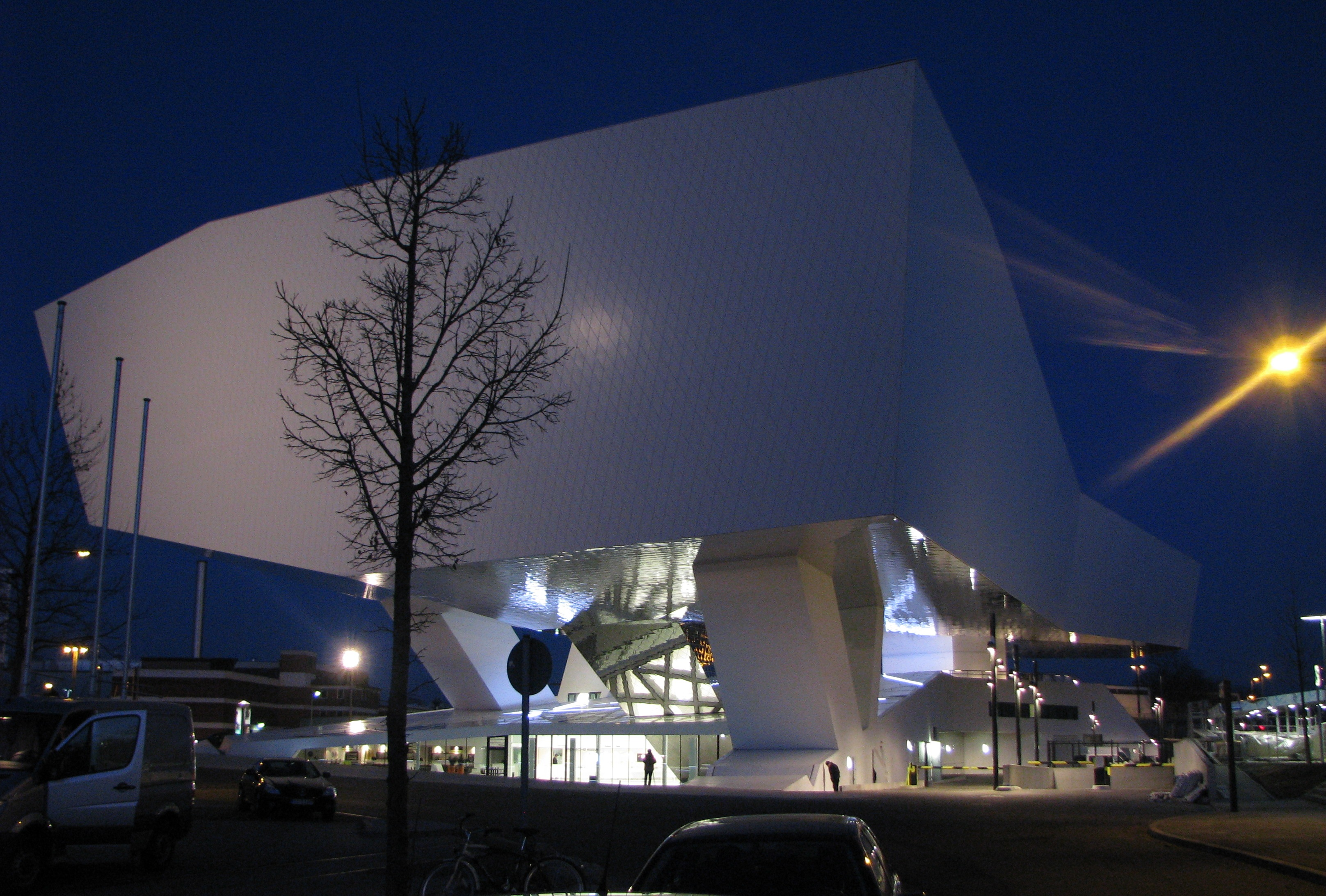
View from West